# Hirundo neoxena
La rondine benvenuta (Hirundo neoxena Gould, 1842) è un piccolo uccello passeraceo della famiglia delle rondini.
Questa specie, che è originaria dell'Australia e delle isole vicine, si è diffusa anche in Nuova Zelanda a partire dalla metà del XX secolo.
Questa specie nidifica nell'Australia meridionale e orientale, principalmente in aree aperte, come radure o ambienti urbani.